# Dinah Derycke
Dinah Derycke, née le 1er avril 1946 à Armentières et décédée le 19 janvier 2002, est une femme politique française, membre du Parti socialiste.

## Biographie
Militante à l'âge de dix-huit ans de la fédération du Nord du parti socialiste, elle obtient une maîtrise de droit public et entre à l'École nationale des impôts. Nommée en 1968 inspecteur des impôts à Roubaix, elle adhère à la CGT et appartient à sa commission exécutive confédérale de 1978 à 1982. En 1982, elle est nommée déléguée régionale aux droits de la femme du Nord-Pas-de-Calais.
En 1986, Dinah Derycke est élue conseillère régionale du Nord-Pas-de-Calais et, en 1989, conseillère municipale à Croix. En 1986, elle est nommée, au tour extérieur, conseiller référendaire à la Cour des comptes.
Elle rejoint en 1991 le cabinet ministériel de Michel Delebarre comme conseiller technique. 
En 1995, elle devient conseillère municipale de Lys-lez-Lannoy. Tête de liste du PS aux élections municipales de Lys-lez-Lannoy en 2001, elle échoue face au maire sortant Daniel Chabasse qui recueille 55 % des voix.
Elle devient sénatrice le 3 juillet 1997, en remplacement de Jacques Bialski, démissionnaire, et est réélue le 23 septembre 2001. Elle fait durant sa mandature un rapport sur la prostitution dans le pays,. En 1998, elle est élue vice-présidente de la commission des lois et rapporteur pour avis du budget de la justice. Bernard Frimat prendra sa succession.
Elle meurt d'un cancer en 2002.
Le lycée professionnel de Villeneuve-d'Ascq porte son nom.